# نجم السهم
نجم السهم أو  نجم برنارد  (بالإنجليزية: Baranard's Star)‏ نجم اكتشفه إدوارد إيمرسون برنارد في كوكبة الحواء وله أكبر حركة ذاتية معروفة حتى الآن حيث تبلغ 10.44 ثانية قوسية لكل عام. واللمعان الظاهري لنجم السهم 9.5 قدر ظاهري، وتصنيفه الطيفي M5 وتصنيفه النجمي (قوته الإشعاعية) V . يبلغ بعد نجم برنارد 
عنا حوالي 1.8 فرسخ فلكي، أي 5.9 سنة ضوئية. لهذا النجم تابع غير مرئي كتلته حوالي 1.8 مرة ضعف كتلة المشتري، ومن المحتمل ألا يكون للنجم تابع واحد فقط وإنما تابعين كوكبين يدوران حوله وتبلغ كتلتيهما 1.1 وبالتالي 0.8 مثل كتلة المشتري. ويدل هذا على أن نجم السهم بتابعه (أو تابعيه) يكون مجموعة كوكبية خارج مجموعتنا الشمسية.
نجم برنارد هو من اقرب النجوم إلينا حيث يبعد عنا نحو 9و5 سنة ضوئية، وهو بذلك يأتي بعد أقرب النجوم إلينا وهو نظام رجل القنطور الذي يبعد عنا 33و4 سنة ضوئية، حيث يعتبر رجل القنطور مكونا من ثلاثة نجوم من ضمنها بروكسيما القنطور وهو أقرب النجوم إلينا حيث يبلغ بعده عن الشمس نحو 22و4 سنة ضوئية.

## نظرة عامة

تمثيل حركة نجم برنارد (أربعة صور التقطت بين عامي 2001 و 2010)

نجم السهم قزم أحمر من التصنيف النجمي M4، خافت جدا بدون استخدام التلسكوب. له قدر ظاهري 9.5. ويقارن هذا مع قدر 1.5 للشعرى اليمانية (ألمع النجوم في السماء ليلا) وحوالي 6.0 لأبهت اجسام مرئية بالعين المجردة (هذا على نطاق وحجم لوغاريتمي، بالتالي فإن حجم 9.54 ليست سوى حوالي 1/27 من سطوع أضعف النجوم التي يمكن رؤيتها بالعين المجردة (تحت ظروف الرؤية جيدة).

المسافة بيننا وبين اقرب النجوم من 20,000 سنة مضت إلى 80,000 سنة في المستقبل

نجم السهم عمره من 7 إلى 12 بليون سنة، أقدم بكثير من الشمس بـ 4.5 بليون سنة، وقد يكون من بين أقدم النجوم في مجرة درب التبانة. النجم فقد قدرا كبيرا من طاقة دورانه، والتغييرات الطفيفة الدورية في سطوعه تشير إلى أنه يدور مرة واحدة في 130 يوما (الشمس تدور في 25 يوم). على تقدير عمر نجم السهم من المفترض ان يكون نشاطه هادئ. لكن في سنة 1998، لاحظ علماء الفلك انفجار شمسي على سطحه، وتبين لهم أن النجم له ضياء. واعتبر نجم متغيير من نوع V2500 Ophiuchi. في عام 2003 ابدى النجم تغييرات في السرعة الشعاعية ناجمة عن حركته. ويعزى المزيد من التغير في السرعة الشعاعية للنجم بسبب الإنفجرات الشمسية.
الحركة الخاصة النسبية لنجم السهم 90 كم / ث. يستغرق النجم لقطع 10.3 ثانية قوسية ربع متوسط عمر الإنسان، أي ما يقرب من نصف قطر الزاوي للبدر.
يتم قياس السرعة الشعاعية للنجم السهم نحو الشمس باستخدام الإنزياح الازرق 110 كم / ث. جنبا إلى جنب مع حساب حركتة الخاصة يعطينا سرعتة الحقيقية حوالي 143 كم / ث. نجم السهم سيصل إلى اقرب نقطة له من الشمس في سنة 11,800 بعد الميلاد، حينها سيصل إلى بعد نحو 3.75 سنة ضوئية. لكن، في ذلك الوقت السهم لن يكون أقرب نجم، لأن نجم القنطور سيكون قد أقترب أكثر إلى الشمس.نجم السهم سيبقى خافت جدا بحيث لا يمكن رؤيته بالعين المجردة حتى بعد وصوله إلى اقرب نقطة من الأرض.

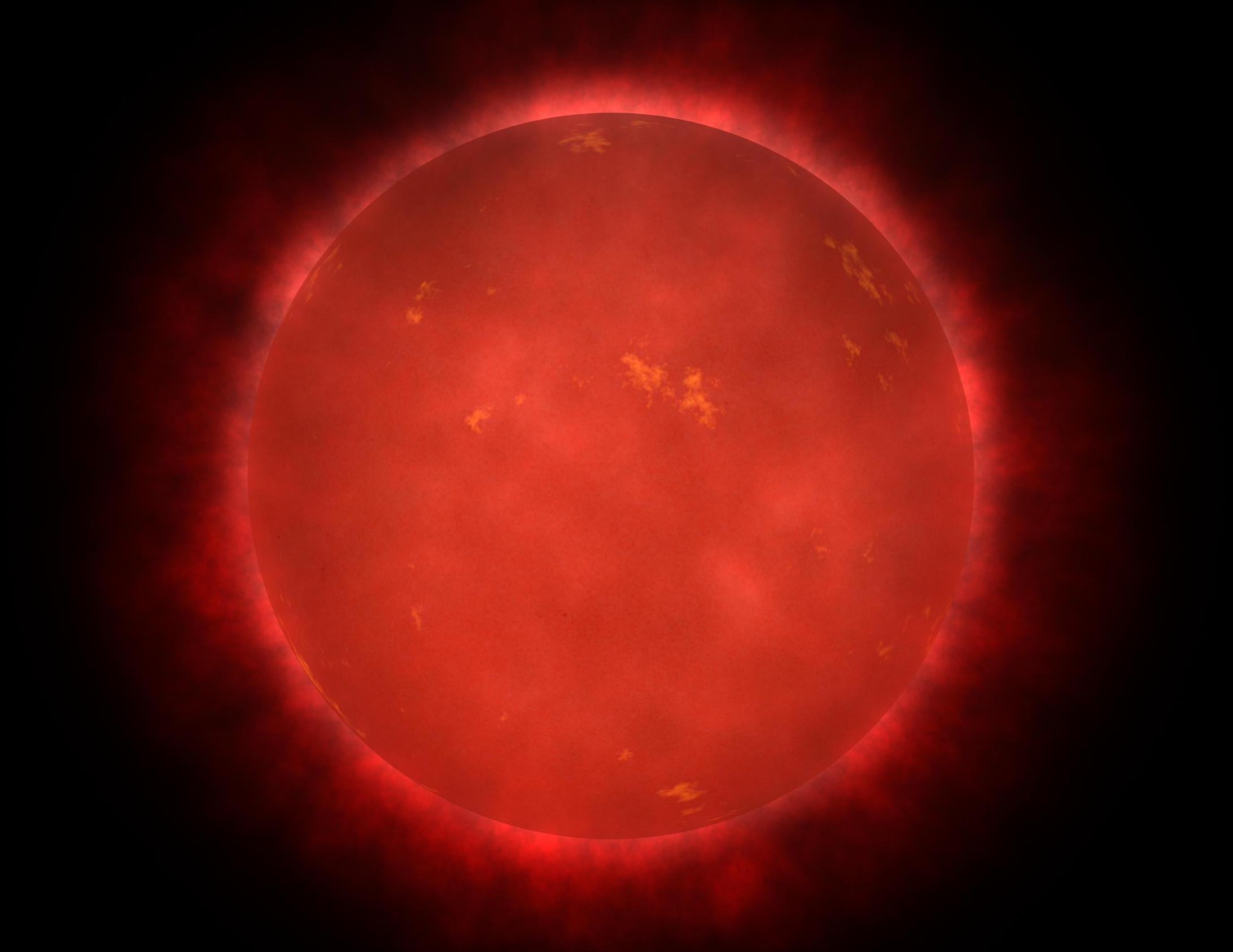
تصور الفنان للقزم الأحمر

نجم السهم لديه كتلة 0.14 من كتلة الشمس ونصف قطره 15٪ إلى 20٪ من الشمس. على الرغم من أن النجم لديه ما يقرب 150 مرة من كتلة كوكب المشتري، نصف قطره أكبر 1,5 إلى 2,0 فقط من كوكب المشتري، نظرا لكثافته العالية فإن درجة حرارته الفعالة هي 3100 كلفن، ولمعانه البصري من 0.0004 بالمقارنة مع الشمس. باهتة بحيث لو كان على مسافة بعدنا عن الشمس سيبدو فقط 100 مرات أكثر إشراقا من البدر.

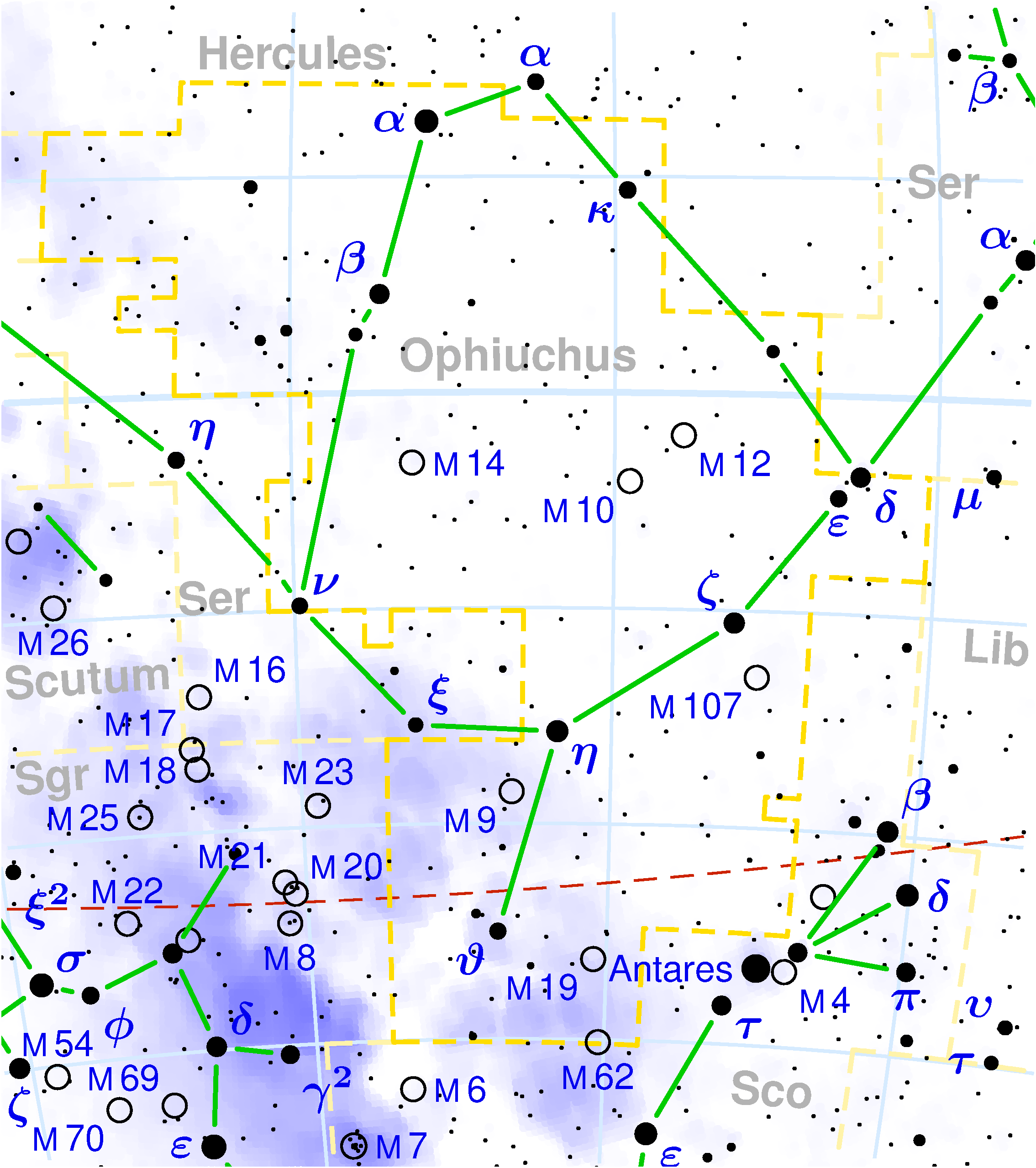
كوكبة الحواء